# Bettina van Haaren
Bettina van Haaren (* 24. November 1961 in Krefeld) ist eine deutsche Malerin, Zeichnerin, Grafikerin und Hochschullehrerin.

## Leben
Bettina van Haaren studierte von 1981 bis 1987 Bildende Kunst an der Universität Mainz (Akademie für Bildende Künste) bei Dieter Brembs und Bernd Schwering. 1999 erhielt sie einen Lehrauftrag an der Johannes Gutenberg-Universität Mainz. Seit dem Jahr 2000 lehrt sie als Professorin für Zeichnung und Druckgraphik an der Technischen Universität Dortmund am dortigen Seminar für Kunst und Kunstwissenschaft. Sie ist Mitglied des Deutschen Künstlerbundes. Van Haaren lebt und arbeitet in Witten und Dortmund. 

## Werk
Bettina van Haaren arbeitet als Malerin mit Eitempera und Öl auf Leinwand und mit Aquarell auf Papier, zudem als Zeichnerin mit Bleistift auf Papier, sowie als Druckgrafikerin. Wichtige kunsthistorische Bezugspunkte für Bettina van Haaren sind Matthias Grünewald, Hieronymus Bosch und Manieristen wie Jacopo da Pontormo.
Die multi-perspektivischen Gemälde von Bettina van Haaren sind komponiert aus unterschiedlichen Bildquellen und Motiven und ähneln gemalten Collagen auf weißem Grund. Zentrales Motiv ist meist sie selbst, es sind ihr Gesicht und Teile ihres Körpers, kombiniert mit Darstellungen unterschiedlicher Tiere, kunsthistorischer Zitate und alltäglicher Gegenstände, wie z. B. Plastiktüten. In ihrer schonungslosen Selbstbeobachtung zeigt sie Alter und Vergänglichkeit Jahrzehnte über ihr tatsächliches Alter und Aussehen hinaus. Die ebenfalls fragmentarisch gemalten Pferde, Schweine, Füchse, Schafe, Hasen oder Vögel sind teilweise innig mit dem Körper der Frau verwoben, teilweise tummeln sie sich auf anderen Stellen der großen Leinwände. Ebenso verhält es sich mit gemalten Körperteilen der Künstlerin, z. B. ihren mehrfach beinlos erscheinenden Füßen. Ihr Körper erscheint somit nicht als Eins, sondern bruchstückhaft, zergliedert, anders zusammengesetzt. Die netzartig miteinander verflochtenen, die Leinwand überspannenden, fragmentarischen Motive sind jedes für sich gesehen präzise, fein und detailgetreu gemalt. Dadurch entsteht eine Spannung zwischen Realismus und „Unmöglichkeit“ der disparaten Kombinationen. Die Zusammenhänge der Motive werden wirksam auf einer psychologischen Ebene und indem Betrachter sie auf ihre eigenen Körperempfindungen beziehen. Der letztere Aspekt erinnert auch an die Körper-Wahrnehmung-Bilder von Maria Lassnig. Trotz Darstellungen von Verletzlichkeit und Zerfall eignet den Bildern surrealer Humor und (Selbst-)Ironie.
In ihren linearen Zeichnungen, die teilweise in lockerer Form die Struktur barocker Deckengemälde und somit barocker Himmel annehmen, scheinen manchmal aktuelle oder historische politische Themen auf, wie Rechtsradikalismus oder die RAF.
Die hellen, mit leuchtend-farbigen Linien gemalten Aquarelle deuten Gesicht und Körper der Künstlerin an, in dem sich unzählige kleine Wesen einzunisten scheinen. Das Leben, die Welt, Ereignisse und Lebewesen dringen gleichsam in den eigenen Körper ein.
Bettina van Haaren bildet seit 2022 ein künstlerisches Duo zusammen mit Wolfgang Folmer. Zusammen bezeichnen sie große Wände wie im Saarlandmuseum (4 × 24 m), im Institut für aktuelle Kunst in Saarlouis (3,6 × 15 m) oder im Dortmunder U (2,6 × 25 m). Das Duo behandelt mit der Linie alle Bildgegenstände gleich: Das Komische und Alltägliche ist gleichrangig mit dem Abgründigen. Die Bilder können als Ausgrabungsfelder gelesen werden, als Stillstand einer gesellschaftlichen Situation, die untergegangen und zerbröckelt ist. Bettina van Haaren und Wolfgang Folmer entwickeln zeitgenössische Historienbilder.

## Werke in öffentlichen Sammlungen
- Kunstmuseum der Stadt Albstadt
- Staatliche Graphische Sammlung München
- Sammlung Würth
- Museum Ostwall, Dortmund
- Saarlandmuseum, Saarbrücken
- Gutenberg-Museum, Mainz
- Städtisches Kunstmuseum im Spendhaus, Reutlingen
- Deutsche Bank, Frankfurt am Main
- Deutsche Bundesbank, Frankfurt am Main und Mainz (vormalig: Landeszentralbank Rheinland-Pfalz/Saarland)
- Kunstmuseum, Düsseldorf
- Städtische Galerie Bietigheim-Bissingen
- Kunsthalle Schweinfurt

## Einzelausstellungen (Auswahl)
- 1991: Venus, Galerie Egbert Baqué, Berlin.[9] (Katalog)
- 1993: Holzschnitte, Kunstverein Eisenturm, Mainz.[10] (Katalog)
- 1993: Entschuppungen, Museum St. Wendel.[11] (Katalog)
- 1995: Geburtsversuche, Galerie Kulas, Saarlouis, und Galerie Dagmar Rehberg, Mainz.
- 1997: Holzschnitte 1993-1996, Stiftung Demokratie Saarland, Saarbrücken.[12] (Katalog)
- 1997: Gewebeproben, Stadtgalerie Saarbrücken. (Katalog)
- 1998: Faltanleitungen, Galerie achtPQ, Bonn.
- 1999: Linie halten, Kunstverein Speyer (Katalog); Kunstverein, Krefeld.
- 2001: Leichte Verschiebungen, Galerie Albstadt, Städtische Kunstsammlungen (Katalog); und Kunstverein Dillingen. (Katalog)
- 2002: Stillleben mit Gartenschläuchen, Galerie Veronica Kautsch, Michelstadt.
- 2003: Ordnungswille, Galerie Dagmar Rehberg, Mainz.
- 2003: Anschaukeln, Galerie Zlotos, Frankfurt am Main.
- 2003: Ecke mit Findelkindern, Alte Brennerei, Ennigerloh.[13] (Katalog)
- 2005: Geordnete Aufstellungen, Städtische Galerie Donzdorf (Katalog); und Kunstmuseum Alte Post, Mülheim.[14] (Katalog)
- 2005: Fadenstücke, Städtisches Kunstmuseum Spendhaus, Reutlingen. (Katalog)
- 2006: Tagebauten, Museum am Ostwall, Dortmund, und Morat-Institut, Freiburg. (Katalog)
- 2006: Fadenstücke, Kunstverein Dortmund und galerie parterre, Berlin. (Katalog)
- 2006: Ableitungen, Galerie Dis, Maastricht, NL.
- 2006: Der vierte Gesang, Galerie der Stadt Backnang. (Katalog)
- 2007: Hedwigs Punkte, Zehntscheuer Rottenburg.
- 2008: Partikel und Membranen, Ludwig Museum Koblenz. (Katalog)
- 2009: Boxen, Verein für Originalradierung, München.
- 2010: Bettina van Haaren – Häutungen, DASA, Dortmund. (Katalog)[15]; und Städtische Galerie Neunkirchen.[16] (Katalog)
- 2010: Partikel und Membranen, Kunsthalle Erfurt. (Katalog)
- 2011: Der Zeichnung Raum geben - Bettina van Haaren, Pia Linz, Brigitte Waldach, Städtische Galerie Bietigheim-Bissingen.[17] (Katalog)
- 2011: Stachelhalme - Hochdrucke 1997-2011, Galerie am Pavillon, Saarbrücken.
- 2012: Bettina van Haaren und Heike Jeschonnek - 2 Positionen, galerie pro arte, Freiburg.
- 2013: Umrinde, Galerie am Pavillon, Saarbrücken.
- 2014: Gewächshaus mit türkischem Pool (mit Anna Arnskötter), Galerie Tobias Schrade, Ulm.[18]
- 2014: Mächtigeingemacht. Bettina van Haaren und Veronika Veit, Essenheimer Kunstverein.[19]
- 2015: Bettina van Haaren und Frauke Wilken, Kunstmuseum Bochum.[20] (Katalog)
- 2016: Senkblei, Richard Hainzmann Museum Niebüll.[21] (Katalog)
- 2016: Waldwasen durchlöchert, Galerie der Stadt Tuttlingen (Katalog); und Kunsthalle Schweinfurt. (Katalog)
- 2017: Bettina van Haaren – Waldwasen durchlöchert, Kunstverein Ludwigshafen.[22][23] (Katalog)
- 2018: Bettina van Haaren. Steineschneiden – Hochdrucke und Zeichnungen, Verein für Originalradierung e. V., München.[24]
- 2019: Bettina van Haaren – Spiegelungen, CODA Apeldoorn, NL. (Katalog)
- 2020: Bettina van Haaren – Spiegelungen, Kloster Bentlage, Rheine[25] (Katalog); und Städtische Galerie Neunkirchen.[26] (Katalog)
- 2020: Marien und Motten, Salon des Beaux Arts, Stuttgart (Katalog); und Saarländische Galerie, Europäisches Kunstforum, Berlin.[27] (Katalog)
- 2022: Fadenbrüche, Galerie Palais Walderdorff, Trier.[28] (Katalog)
- 2022: Mach doch mal die Sitzheizung aus!, mit Wolfgang Folmer, Z3 Contemporaries, Schwäbisch Hall.[29]
- 2022: Du wirst schon sehen: Ich atme kaum!, mit Wolfgang Folmer, Institut für aktuelle Kunst, Saarlouis.[30]
- 2022: Wolkenschlag!, mit Wolfgang Folmer, Galerie Radierverein, München.[31]
- 2022: Blau, da wo die Stirn wäre, mit Volker Lehnert, Galerie Rainer Gröschl, Kiel.[32]
- 2023: Kein Außen mehr, Kunstmuseum Albstadt.[33] (Katalog)
- 2024: Auftrieb - Die fünfte Wand, mit Wolfgang Folmer, AKKU Projektraum, Stuttgart.[34]
- 2024: Bettina van Haaren und Wolfgang Folmer: Einfassung der Schwebung, Dortmunder U.[35]

## Auszeichnungen
- 1991 Albert-Weisgerber-Preis für Bildende Kunst der Stadt St. Ingbert; Druckgrafik-Kunstpreis der SüdwestLB, Stuttgart
- 1994 Stadtdrucker-Preis der Stadt Mainz
- 2003 Albert-Stuwe-Preis für Zeichnung, Ennigerloh
- 2023 Atelierstipendium Atelier da giast, Sta. Maria Val Müstair (Schweiz)[36][37]
- 2024 1. Preis der XX. Internationalen Grafik-Triennale Frechen[38]